# 千葉茨城道路
千葉茨城道路（ちばいばらきどうろ）とは、千葉県内で事業中の北千葉道路から茨城県県南地域に至る、構想中の地域高規格道路である。1994年（平成6年）12月16日、整備を進める妥当性等についての基礎的な調査を行う「候補路線」に指定されている。
2006年（平成18年）夏から2007年（平成19年）春にかけて、国土交通省首都国道事務所により、千葉県・茨城県の長期計画や周辺地域の開発状況等の調査、整備の必要性と整備による効果の検討が行われた。